# Мајерато
Мајерато (итал. Maierato) је насеље у Италији у округу Вибо Валенција, региону Калабрија.
Према процени из 2011. у насељу је живело 1879 становника. Насеље се налази на надморској висини од 353 м.

## Становништво
Према резултатима пописа становништва 2011. у општини је живело 2.198 становника.
| 1951. | 1961. | 1971. | 1981. | 1991. | 2001. | 2011. |
| ----- | ----- | ----- | ----- | ----- | ----- | ----- |
| 3.880 | 3.663 | 3.020 | 3.028 | 3.111 | 2.256 | 2.198 |